# Laholm Station
Laholm station er en svensk jernbanestation udenfor Laholm på Västkustbanan. Stationen ligger mellem Laholm og Mellbystrand og afløser en tidligere station inde i Laholm by der blev bygget i 1885.
Den nye station blev bygget i 1996, som en del af en ny banestrækning gennem Hallandsåstunnelen, som gjorde Västkustbanan dobbeltsporet og 5 kilometer kortere.

## Trafik
Fra Laholm station kører der Øresundstog og Pågatåg.[kilde mangler] Øresundstogene kører mellem Göteborg og Østerport via bl.a. Halmstad, Ängelholm, Helsingborg, Malmö og Kastrup. Pågatågen kører mellem Helsingborg og Halmstad.
| Foregående station |  | Veolia              |  | Efterfølgende station    |
| ------------------ |  | ------------------- |  | ------------------------ |
| Båstadmod Malmö C  |  | ÖresundstågGöteborg |  | Halmstad Cmod Göteborg C |